# Na plaży Chesil
Na plaży Chesil (ang. On Chesil Beach) – brytyjski melodramat z 2017 roku w reżyserii Dominica Cooke’a, powstały na podstawie powieści pod tym samym tytułem z 2007 roku autorstwa Iana McEwana. Główne role w filmie zagrali Saoirse Ronan i Billy Howle.
Premiera filmu odbyła się 7 września 2017 podczas 42. Międzynarodowego Festiwalu Filmowego w Toronto. Osiem miesięcy później, 18 maja 2018, obraz trafił do kin na terenie Wielkiej Brytanii. W Polsce premiera filmu odbyła się 13 lipca 2018.

## Fabuła
Dwudziestolatkowie Florence Ponting (Saoirse Ronan) i Edward Mayhew to nowożeńcy, którzy znają się od dawna, ale pochodzą z zupełnie różnych światów. Ona, zdolna, romantyczna skrzypaczka, jest córką biznesmena i wykładowczyni filozofii, on – porywczym studentem historii z nauczycielskiego domu. Para przyjeżdża do XVIII-wiecznego pensjonatu na południu Anglii na swoją noc poślubną. Edward nie może się jej doczekać, choć niepokoi się, czy sprosta czekającemu go zadaniu. Florence na myśl o zbliżeniu na zmianę czuje lęk i wstręt. Od tej jednej nocy zależy ich cała wspólna przyszłość.

## Obsada
- Saoirse Ronan jako Florence Ponting
- Billy Howle jako Edward Mayhew
- Emily Watson jako Violet Ponting
- Anne-Marie Duff jako Marjorie Mayhew
- Samuel West jako Geoffrey Ponting
- Adrian Scarborough jako Lionel Mayhew
- Bebe Cave jako Ruth Ponting
- Philip Labey jako Bob
- Oliver Johnstone jako Ted
- Bronte Carmichael jako młoda Chloe Morrell
- Anna Burgess jako Anne Mayhew
- Mia Burgess jako Harriet Mayhew

## Produkcja
Zdjęcia do filmu zrealizowano w Londynie, Oksfordzie, Dorset i Iver Heath w Anglii.

## Odbiór

### Krytyka
Film Na plaży Chesil spotkał się z pozytywną reakcją krytyków. W serwisie Rotten Tomatoes 69% ze stu dwudziestu jeden recenzji filmu jest pozytywna (średnia ocen wyniosła 6,3 na 10). Na portalu Metacritic średnia ocen z 33 recenzji wyniosła 62 punkty na 100.

### Nagrody i nominacje
| Rok  | Miejsce                                       | Nagroda                                                                        | Kategoria       | Odbiorcy i nominowani | Wynik     |
| ---- | --------------------------------------------- | ------------------------------------------------------------------------------ | --------------- | --------------------- | --------- |
| 2017 | 42. Międzynarodowy Festiwal Filmowy w Toronto | Nagroda Festiwalowa w sekcji 'Prezentacje Specjalne' ('Special Presentations') | Udział w sekcji | Dominic Cooke         | nominacja |